# Leningradski Zoopark
Leningradski Zoopark (Russisch: Ленинградский зоопарк) in het Sint-Petersburg is gevestigd in het Alexander Park aan de Petrogradskaja Storona. De dierentuin werd opgericht door Sofia Gerhardt en Julius Gerhardt in 1865. Het is de op een na grootste dierentuin in Rusland na de Dierentuin van Moskou en heeft 2.000 dieren van 410 soorten.
De dierentuin veranderde van naam in 1952. Voor die tijd heette de dierentuin "Zoölogische Tuin", daarna de "Dierentuin van Leningrad". In 1991 werd deze naam behouden, zelfs toen daarna de stad zijn vroegere naam Sint-Petersburg weer kreeg.
Leningradski Zoopark omvat veel verouderde verblijven. Onder meer beren, katachtigen en hoefdieren worden in kleine, kale verblijven gehouden. Nieuwere verblijven, die ruimer en natuurlijker ingericht zijn, zijn er voor apen, tijgers en wolven. In het entreegebouw bevindt zich ook een aquarium- en reptielenafdeling.